# إسكندر كرباج
إسكندر كرباج (1302 - 1373 هـ / 1885 - 1953 م) هو كاتب وشاعر لبناني مهجري.
ولد في بعلبك وهاجر إلى البرازيل في سن 13. انضم إلى جمعية العصبة الأندلسية واشتهر بترجمة الأدب العربي إلى الأدب البرتغالي وبالعكس.
من آثاره: «شهيد الجلجلة».